# 張択端
張 択端（ちょう たくたん、繁: 張 擇端、1085年 - 1145年）は、北宋の画家。字は正道。

## 経歴
若年期に開封で画を学ぶ。徽宗の時代に翰林図画院に勤め、専ら絵画制作に従事した。官職を失ってからは所在無く家に戻り、画を売って生計を立てていた。宣和年間には翰林院の待詔となり、「界画」を得意とした。とりわけ舟や車、市街、城郭、橋梁といった描写に長け、独自の作風を示した。
代表作には『清明上河図』、『煙雨風雪図』、『西湖争標図』、『春山図』、『武夷山図巻』などがあり、このうち『西湖争標図』と『清明上河図』は当時の人々によって「神品」と評された。唯一現存する作品である『清明上河図』は主に二つの部分に分かれ、一方は農村、もう一方は市の様子となっている。画中には約814人、60頭余りの家畜、28隻の船舶、30棟余りの家屋楼閣、20台の車、8基の輿、170本余りの樹木が描かれ、行き交う人々は服装や表情も様々で、生き生きとした姿が表現されている。その間には種々の活動が織り交ぜられるなど、物語性が重視されており、構図は疎密のバランスに優れ、リズム感や韻律の変化に富み、筆致構成も巧妙で、高い技量が窺える。また、この作品は完成までに10年の歳月を要したとされ、当初は北宋の宮廷に収蔵されていたが、靖康の変を経て民間に流出した。幾度となく様々な人の手に渡ったのち、南宋の賈似道が入手し、元代には再び宮中に収められたが、至正年間にすり替えられ、またも民間へ渡った。その後、宰相の厳嵩・厳世蕃父子の手に渡るが、厳嵩の失脚後に没収され、宮中に収められること三度を数えた。明代には皇室によって所蔵されるも、やがて宦官の馮保が密かに持ち出し、画に題跋を加えた。その後、真筆は行方不明となっていたが、その200年後には清朝湖広総督の畢沅が所蔵した。畢沅の死後、四度目となる宮中所蔵を以て、紫禁城内に深く秘蔵された。
1911年の清朝滅亡後、溥儀によって東北へ持ち出されたが、1945年に東北博物館（現・遼寧省博物館）に収められた。その後は、中国古代絵画の至宝として北京の故宮に所蔵されている。

## 作品
- 『清明上河図』